# Lisignago
Lisignago település Olaszországban, Trento megyében. Lakosainak száma 504 fő (2008).

## Népesség
A település népességének változása:

| 2008 | 504 |